# Virginia Bell
Virginia Miriam White, conocida simplemente como Virginia Bell (Montrose, California; 14 de agosto de 1934 - California; 18 de julio de 2010), fue una actriz y modelo estadounidense.

## Biografía
Sus padres fueron John Charles Beck y Freda Yugend. Se graduó de la escuela secundaria en 1949. Estuvo casada poco tiempo con Charles Merle Bell, y luego con Eli Jackson, con quien produciría algunas de sus primeras películas.
Virginia Bell comenzó su carrera en burlesque a los 22 años en 1956. En la década de 1950]], Bell comenzó a posar para las revistas masculinas, y tuvo un papel protagonista en una película, Bell, Bare and Beautiful (1963), que fue producto del legendario equipo de sexploitation de Herschell Gordon Lewis y David Friedman. 
Fue hecho para cumplir con una solicitud de su esposo, Eli Jackson. En ella, Virginia interpreta a una bailarina de burlesque perseguida por el habitual de Lewis, Thomas Wood. Pero sus intentos de encontrar el amor verdadero con la "chica de sus sueños" son frustrados por su novio gánster (interpretado por David Friedman). Wood se da una vuelta por este speedbump al rastrear a Virginia en el campo nudista que ella frecuenta, que es donde al menos la mitad de la película tiene lugar. 
Virginia haría otra aparición en Lullaby of Bareland (1964), una serie de tres segmentos más cortos empalmados para desarrollar el tiempo de ejecución. La contribución de Virginia es una larga rutina de estriptis. Aparte de los largometrajes, Virginia apareció en muchos nudie loops, que se pueden encontrar en la serie de videos "Reel Classics", y en las series "Big Bust Loops" y "Super Boobs" de Something Weird Video. A principios de los años 60, Bell tuvo tres hijos con su esposo Jackson: Pierre Joseph Jackson (n. 1961), Tyrone Eli Jackson (n. 1962) y Todd George Jackson (n. 1964). Después de que ella y Eli se divorciaron, se casó con Alexander White, hasta su muerte en 2004.
Bell se retiró del entretenimiento para adultos a principios de los años 70 y vivió una vida tranquila hasta su muerte el 18 de julio de 2010, a los 75 años.